# Commissario europeo per l'ambiente
Il commissario europeo per l'ambiente è un membro della Commissione europea. La carica è attualmente ricoperta dalla svedese Jessika Roswall.

## Competenze
Il Commissario si occupa della protezione dell'ambiente nell'Unione europea.
Al Commissario per l'ambiente fa capo la Direzione Generale per l'ambiente, attualmente diretta dal tedesco Karl-Friedrich Falkenberg.

## Il commissario attuale
La carica è attualmente ricoperta da Jessika Roswall.

## Politiche precedenti
L'Unione europea si sta muovendo notevolmente in materia d'ambiente, in parte a causa del cambiamento climatico. Tra i passi più importanti, ha firmato nel 1998 il Protocollo di Kyoto, ha costituito nel 2005 il proprio Piano del Commercio delle Emissioni e si occupa attualmente dell'accordo per il taglio del 20% delle sue emissioni entro il 2020. (Vedi:Politica energetica dell'Unione europea)
Altre politiche riguardano il progetto Natura 2000, una rete diffusa e di successo di siti ecologici, il REACH, una regolamentazione concernente la registrazione, la valutazione, l'autorizzazione e la restrizione delle diffuse sostanze chimiche, e la Direttiva quadro sulle risorse idriche, la quale vuole assicurare il raggiungimento di alti livelli di qualità dell'acqua

## Elenco
|    | Commissario              | Paese       | Commissione                          | Periodo          | Incarico |
| -- | ------------------------ | ----------- | ------------------------------------ | ---------------- | --- |
| 1  | Carlo Scarascia-Mugnozza | Italia      | Commissione Ortoli                   | 1973–1977        | - Affari parlamentari - Politiche ambientali - Trasporti                                                               |
| 2  | Lorenzo Natali           | Italia      | Commissione Jenkins                  | 1977–1981        | - Allargamento - Ambiente - Sicurezza nucleare                                                                         |
| 3  | Karl-Heinz Narjes        | Germania    | Commissione Thorn                    | 1981–1985        | - Mercato interno - Innovazione industriale - Unione doganale - Ambiente - Tutela dei consumatori - Sicurezza nucleare |
| 4  | Carlo Ripa di Meana      | Italia      | Commissione Delors I                 | 1985–1989        | Ambiente |
| 5  | Stanley Clinton Davis    | Regno Unito | Commissione Delors II                | 1989–1993        | Ambiente |
| 6  | Ioannis Paleokrassas     | Grecia      | Commissione Delors III               | 1993–1995        | Ambiente |
| 7  | Ritt Bjerregaard         | Danimarca   | Commissione Santer Commissione Marín | 1995–1999 1999   | Ambiente |
| 8  | Margot Wallström         | Svezia      | Commissione Prodi                    | 1999–2004        | Ambiente |
| 9  | Stavros Dimas            | Grecia      | Commissione Barroso I                | 2004–2010        | Ambiente |
| 10 | Janez Potočnik           | Slovenia    | Commissione Barroso II               | 2010–2014        | Ambiente |
| 11 | Karmenu Vella            | Malta       | Commissione Juncker                  | 2014–2019        | Ambiente, Affari marittimi e Pesca                                                                                     |
| 12 | Virginijus Sinkevičius   | Lituania    | Commissione von der Leyen I          | 2019–2024        | Ambiente, Oceani e Pesca                                                                                               |
| 13 | Jessika Roswall          | Svezia      | Commissione von der Leyen II         | 2024 – in carica | Ambiente, Resilienza idrica, Economia circolare e competitiva                                                          |